# 大阪市立瓜破西中学校
大阪市立瓜破西中学校（おおさかしりつ うりわりにしちゅうがっこう）は、大阪府大阪市平野区にある公立中学校。
地域の宅地化による生徒数の急増に伴い、1974年に大阪市立瓜破中学校から分離開校した。近隣には大阪市立瓜破西小学校がある。部活動や地域との交流に力を入れている。

## 沿革
- 1974年 - 大阪市立瓜破中学校から分離開校。現在地に新設。

## 通学区域
- 大阪市立瓜破北小学校と大阪市立瓜破西小学校の通学区域。

## 交通
- 地下鉄谷町線 喜連瓜破駅 南西へ約1.2km。
- 近鉄南大阪線 矢田駅 東へ約1.5km。
- 大阪シティバス 瓜破西バス停